# 維什尼夫卡 (斯尼亞滕區)
48°33′52″N 25°22′25″E / 48.56444°N 25.37361°E

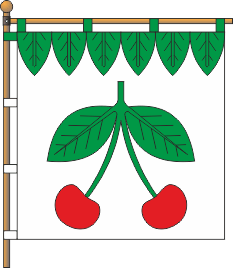

維什尼夫卡（烏克蘭語：Вишнівка），是烏克蘭西部的村莊，隸屬伊萬諾-弗蘭科夫斯克州的科洛梅亞區。該村始建於1890年，面積1.5平方公里，2001年人口102，人口密度每平方公里68人。